# Spin (журнал)
Spin — американский музыкальный журнал, основанный в 1985 году издателем Бобом Гуччионе-младшим. С 2012 года журнал перестал выпускаться в печати и работал как интернет-издание. В сентябре 2024 года Spin возобновил выход печатной версии в ежеквартальном формате.

## История
В первые годы существования журнал стал известен публикациями материалов о широком спектре музыкальных жанров. Spin создавался как национальная альтернатива журналу Rolling Stone, с его упором на известных музыкантов. Центральное место в журнале занимали новые исполнители, такие как R.E.M., Принс, Run-D.M.C., Eurythmics, Beastie Boys и Talking Heads; однако на обложках долгое время делали ставку на известных персон, таких как Боб Дилан, Кит Ричардс, Майлз Дэвис, Aerosmith, Лу Рид, Том Уэйтс и Джон Ли Хукер — статьи Барта Булла о Хукере были отмечены первой крупной наградой журнала. В конце 1987 года отец издателя Spin, Боб Гуччионе-старший, внезапно прекратил издание журнала, несмотря на то, что многие считали его успешным (на тот момент тираж Spin составлял 150 тыс экземпляров). Несмотря на это, Гуччионе-младший смог сплотить большую часть своих сотрудников, найти новых инвесторов и офисы, и после прекращения печати на один месяц, вернулся с объединенным выпуском ноябрьского и декабрьского номеров.
Размещение фотографий темнокожих музыкантов на обложке Spin в то время считалось рискованным шагом, который мог потенциально отразиться на его продажах. В течение долгого времени в журнале печатались материалы о проблемах СПИДа, что также считалось очень рискованным на тот период, так как даже из-за статей о геях СМИ могли потерять рекламодателей, так как эта тема была тесно связана с болезнью. В культурном плане журнал посвящал много статей обзорам хардкор-панка, альт-кантри, регги, этнической музыки, экспериментального рока, джаза, а также альтернативным музыкальным направлениям, таким как набирающие популярность в начале 1980-х колледж-рок и андеграундная музыкальная сцена. Такие исполнители, как The Ramones, Патти Смит, Blondie, X, Black Flag, бывшие члены The Sex Pistols и The Clash, а также другие группы раннего панк-рока и новой волны занимали центральное место в редакционной политике журнала, они широко присутствовали в обзорах и статьях, а также постоянно упоминались на его страницах, в то время как Rolling Stone и другие издания едва признавали их существование. Широкое освещение хип-хоп музыки и культуры, в особенности одним из редакторов издания, Джоном Лиландом, сильно выделяло Spin среди других музыкальных СМИ того времени, которые не уделяли серьёзного внимания этому жанру.
В редакцию журнала входили люди, тесно связанные с музыкой и культурой, такие как Лидия Ланч, Генри Роллинз, Дэвид Ли Рот, Дуайт Йокам и другие, все они были новаторами в своих жанрах. Также Spin освещал музыкальную сцену таких городов, как Остин (штат Техас) и Глазго (Шотландия), в период, когда они были ещё не признаны, как культурные инкубаторы. В 1990 году статья, посвящённая современной американской блюзовой сцене, впервые принесла национальное признание журналисту Рьюлу Бёрнсайду. Освещение Spin американских мультипликаторов манги, монстр-траков, андеграундных художников, Twin Peaks и других немейнстримовых культурных явлений было отличительной чертой редакционной политики журнала в его ранний период.
В 1997 году Гуччионе-младший продал журнал издательству Miller Publishing. В феврале 2006 года Miller Publishing продал журнал менее чем за $ 5000000 сан-франциской компании McEvoy Group LLC, которая также являлась владельцем издательства Chronicle Books. Это компания основала SpinMedia LLC в качестве холдинговой компании. Новые владельцы заменили главного редактора Сиа Мишель (была главным редактором с 2002 года) на Энди Пембертона (англ. Andy Pemberton), бывшего редактора Blender. Первым выпуском, изданным в период его непродолжительного пребывания в должности, стал июльский номер 2006 года c Бейонсе на обложке. Пембертон был уволен из Spin в следующем месяце, в июне 2006 года. Текущий редактор, Даг Брод (англ. Doug Brod), был исполнительным редактором во время пребывания Сиа Мишель в должности.
На двадцатую годовщину журнала редакция выпустила книгу хроник последних двух десятилетий в музыке. Книга содержала очерки о брит-попе, гранже, эмо и многих других жанрах музыки, а также материалы о таких знаковых музыкальных исполнителях, как Nirvana, Marilyn Manson, Weezer, Nine Inch Nails, Limp Bizkit и The Smashing Pumpkins.
C февраля 2008 года Spin начал издаваться в цифровом формате через портал Texterity. Номер за сентябрь-октябрь 2012 года стал последним печатным изданием журнала.
В 2016 году новым владельцем SpinMedia стала Billboard-Hollywood Reporter Media Group. В январе 2020 года журнал приобрела инвестиционная компания Next Management Partners, и в журнал в роли креативного консультанта вернулся его основатель Гуччионе-младший.
В сентябре 2024 года, после более чем десятилетнего перерыва, Spin вернул печатную версию в формате ежеквартального издания. Возрожденный журнал вновь возглавил основатель и главный редактор Боб Гуччионе-младший.
В числе известных авторов журнала были: Роберт Кристгау, Барри Майкл Купер, Дэйв Иггерс, Чак Клостерман, Байрон Коули, Ким Франс, Тэд Фрайнд, Элизабет Гилберт, Энди Гринвальд, Уильям T. Уоллман, Уилл Хермес, Дэйв Итзкоф, Дэвид Буржеоис, Джон Лиланд, Барт Булл, Грейл Маркус, Мэтт Грейнинг, Гленн O’Брайен, Норман Мейлер, Ар Мельцер, Карен Шумер, Уильям Берроуз, Антон Корбейн, Саймон Рейнольдс, Боб Груэн, Роб Шеффилд, Роберта Бейли, Джон Долан, Роб Танненбаум, Джонатан Амес, Стровберри Саройан, Пол Бихен (основатель Manimal Vinyl), Майкл O’Донохью, Бӧнц Иэлоун, Дэн Акерман и Марк Спитц.